# Gaál Gaszton
Gyulai Gaál Gaszton Béla Zénó Rezső (néhol Gaal, Székesfehérvár, 1868. november 30. – Balatonboglár, 1932. október 26.) magyar nagybirtokos, politikus, egy időben a képviselőház elnöke.

## Életrajza
Az ősrégi nemesi gyulai Gaál család sarja. Apja gyulai Gaál Lőrinc (1844–1907), földbirtokos, anyja rendesi Bárány Matild (1845–1884) voltak. Apai nagyszülei gyulai Gaál György (1787–1860), földbirtokos és medgyesi Somogyi Anna Antónia (1807–1846) voltak. Anyai nagyszülei rendesi Bárány Pál és Litsek Antónia asszony voltak. Apai dédszülei gyulai Gaál Kristóf Imre (1749–1799), Somogy vármegye alispánja, földbirtokos, és sümeghi Bene Katalin Erzsébet (1753–1799) voltak.
Elemi és középiskoláit Székesfehérváron és Grazban végezte, majd a Magyaróvári Királyi Gazdasági Akadémián szerzett oklevelet 1889-ben. A diploma megszerzése után önkéntesként bevonult a közös hadseregbe, ahol az 1-es számú császári és királyi huszárezredben szolgált. Leszerelése után, 1890-ben a mezőhegyesi állami birtokon kapott állást, mint gazdasági gyakornok. Ezt követően előbb a Coburgok pusztavacsi, majd nagybátyja, az ismert antiszemita párti politikus, Szalay Imre balatonlellei birtokára került.
A mezőgazdaság mellett ornitológiával is foglalkozott, ezen keresztül ismerkedett meg a kor neves tudósával, Herman Ottóval is 1893-ban. Herman biztatására vállalt állást a Magyar Ornitológiai Központban, ahol (egy év kihagyással, amikor is családi birtokain tevékenykedett) egészen 1900-ig dolgozott. A központot otthagyva 1902-ben véglegesen is átvette családi birtokainak irányítását.
Az 1906-os választásokon a Függetlenségi és Negyvennyolcas Párt színeiben szerzett képviselői mandátumot. Az Országgyűlés mandátumának lejárta után, az 1910-es választásokon nem jelöltette magát újra, inkább a gazdaságával foglalkozott. A Magyarországi Tanácsköztársaság alatt, 1919. március 28-án földjeit államosították. Ugyan fölajánlották neki, hogy továbbra is a gazdaság kezelője maradhat, de elutasította és inkább a számára meghagyott négy holdon gazdálkodott tovább. Május 3-án aztán elfogatóparancsot adtak ki ellene, ami elől még idejében elmenekült és előbb Somogy, majd Zala vármegyében bujkált a diktatúra bukásáig.
1919-ben a Friedrich-kormány előbb Somogy-Tolna és Baranya vármegyék kerületi kormánybiztosság élére, majd Somogy vármegye főispáni székébe ültette. Erről 1920-ban lemondott, mikoris a választásokon az Országos Kisgazdapárt színeiben ismét megválasztották országgyűlési képviselőnek.
Ifj. Rakovszky István lemondása után, 1921. július 30-án a képviselők őt választották meg a Nemzetgyűlés elnökévé. 1922. január 20-án egy Beniczky Ödönnel folytatott éles vitát követően benyújtotta ugyan lemondását, de hat nappal később újra megválasztották. Rá jellemző módon egy, a választójog körül elmérgesedett vita során többször is lesétált az elnöki pulpitusból a képviselők közé, hogy csitítsa a hangulatot, illetve mikor 1922. február 5-én úgy látta, esély nyílik a vitatkozó felek közti megegyezésre, megállíttatta a parlament összes óráját, hogy a rendelkezésre álló időt „meghosszabbítsa”.
Még mindig 1922-ben, mikor pártja, az Országos Kisgazdapárt és a KNEP egyesült, ő is belépett az ebből született Egységes Pártba, melynek alelnökévé választották. Innét viszont szinte azonnal, 1922 augusztusában a kormány tervezett adóügyi intézkedései miatt kilépett és függetlenként politizált tovább. 1926. február 26.-án megalakult az Agrárpárt; első elnöke és vezéralakja gyulai Gaál Gaszton, aki boldogfai Farkas Tibor, gyulakeszi Forster Elek, és Reischl Richárd képviselőkkel együtt alapította meg. Gaál Gasztont ekkor az Agrárpárt színeiben ismét megválasztották országgyűlési képviselőnek.
1930. október 12.-én megalakult a Független Kisgazdapárt gyulai Gaál Gaszton vezetésével. A párt megalakulásakor boldogfai Farkas Tibor és a többi Agárpárt alapító tagja is csatlakozott ehhez az új párthoz. Pártja 1930 decemberében beolvadt az újonnan létrejövő Független Kisgazdapártba. Az 1931. február 15-i alakuló ülésén, a Független Kisgazdapárt első elnökévé választották, illetve újfent bejutott az országgyűlésbe. 1931. augusztus 8-án délelőtt gyulai Gaál Gaszton a Ferenc József laktanya lovardájában pisztolypárbajt vívott dr. Szilágyi Lajos országgyűlési képviselővel. Szilágyi Lajos ugyanis Gaál Gaszton országgyűlési felszólalása után sértő kifejezéseket tett a független kisgazdák vezérére, amiért gyulai Gaál Gaszton, pozsonyi Eckhardt Tibor és boldogfai Farkas Tibor utján azonnal provokáltátta Szilágyit. Szilágyi Lajos viszont Dinich Ödönt és Rassay Károlyt provokáltatta két közbeszólás miatt. A párbaj feltétele kétszeri golyóváltás, közönséges párbajpisztolyokkal, 25 lépés távolság és 5—5 lépés avance. A felek mind a kétszer éltek a lövés jogával. Sebesülés nem történt. A párbaj után a felek nem békültek ki.
Rövid betegeskedés után 1932. október 26-án, alig több, mint egy hónappal 64. születésnapja előtt a balatonboglári családi birtokán hunyt el.

## Házassága és leszármazottjai
1898. január 29-én Ötvöskónyin feleségül vette a nemesi származású chernelházi Chernel Jozefin Cecilia Gabriella Rozália (Csabrendek, 1880. január 29. – Budapest, 1908. június 12.) kisasszonyt, akinek szülei chernelházi Chernel Olivér (1839–1888), nagybirtokos, és báró Riefel Rozália (1858–1943) voltak. A menyasszonynak az apai nagyszülei chernelházi Chernel Ignác (1807–1894), földbirtokos és szentgyörgyi Horváth Cecília (1815–1881); az anyai nagyszülei báró Riefel Ede, cs. és kir. őrnagy és Horváth Gabriella voltak. Gaál Gaszton és Chernel Jozefin házasságából született:
- gyulai Gaál Olivér Lőrinc Gyula (Budapest, 1899. február 1. – Kaposvár, 1955. január 21.), tartalékos huszárfőhadnagy, országgyűlési képviselő.[9] Felesége daruvári Kacskovics Eszter.
- gyulai Gaál Olga (1900.– Bécs, 1915. július 11.)[10]
- gyulai Gaál Márta. Férje Sziberth Gusztáv.

## Emlékezete
- Emlékét őrzi Móra Ferenc Utolsó látogatás a várúrnál című elbeszélése (megjelent az író Napok, holdak, elmúlt csillagok című kötetében).